# Thomas Brunner (Fußballspieler)
Thomas Brunner (* 10. August 1962 in Blaibach) ist ein ehemaliger deutscher Fußballspieler und heutiger (2024) Trainer.

## Spielerlaufbahn
Thomas Brunner war von 1980 bis 1996 insgesamt 402 Mal (25 Tore) für den 1. FC Nürnberg aktiv. Mit 328 Einsätzen (18 Tore) in der Fußball-Bundesliga war er Bundesligarekordspieler des Clubs. Weitere 74 Mal (7 Tore) wurde er in der 2. Fußball-Bundesliga eingesetzt.
Der vielseitige Spieler begann seine Karriere als Mittelfeldspieler, wurde als junger Profi Stürmer und spielte in den 1990er Jahren vor allem als Innenverteidiger. Zuvor hatte er als Jugendlicher von 1970 bis 1976 für den TSV Blaibach und danach bis 1978 beim ASV Cham das Fußballspiel erlernt.
Im August 1977 debütierte er in der Schüler-Nationalmannschaft (U 15). In zwei Länderspielen gegen Frankreich erzielte er 4 Tore. Im Juli 1978 spielte er als 15-Jähriger beim U-16-Nordlandturnier in Dänemark mit dem älteren Jahrgang. Am 23. September 1978 wurde er bei dem gleichen Jahrgang in der U-17-Junioren-Nationalmannschaft eingesetzt. Als 16-Jähriger fuhr er mit zum UEFA-Turnier 1979 nach Österreich, wo die DFB-Jugend in der Vorrunde ausschied. Für das UEFA-Turnier 1980 in der DDR wurde er nicht berücksichtigt, da Trainer Dietrich Weise bei ihm eine Überbelastung durch Berufsausbildung/  Schule, Training im Verein / Bayernauswahl / DFB-Jugend feststellte. Brunner hatte in 17 Tagen 11 Fußballspiele absolviert. Bei seiner zweiten Teilnahme an einer Junioren-Europameisterschaft  1981 in Deutschland holte er mit seinem Team den Titel. Thomas Brunner bestritt insgesamt 33 Jugendländerspiele (U15 bis U18).
Am 27. September 1980 debütierte er in der Bundesliga. Er wurde am 8. Spieltag im Auswärtsspiel beim 1. FC Köln in der 73. Spielminute eingewechselt. Als A-Jugendlicher machte er 20 Bundesligaspiele und erzielte dabei 4 Tore. Er galt damals als große Nachwuchshoffnung des deutschen Fußballs und wurde 1981 mit der deutschen U-20-Fußballnationalmannschaft Weltmeister. Seine ersten Einsätze für die U-21 bestritt er 1982. Dabei wurde er Vizeeuropameister in einem Team, dem auch spätere Weltmeister wie Rudi Völler und Pierre Littbarski angehörten.
1982 stand er mit dem 1. FC Nürnberg im DFB-Pokalfinale, das jedoch mit 2:4 gegen den FC Bayern München verloren wurde. Nach dem Abstieg aus der 1. Bundesliga 1984 blieb Thomas Brunner beim 1. FC Nürnberg. Er gehörte zu den fünf Spielern, die wegen einer Spielerrevolte gegen den damaligen Trainer Heinz Höher entlassen wurden. Als einziger wurde die Kündigung bei ihm nach einer Aussprache mit Heinz Höher zurückgenommen. Sein wahrscheinlich wichtigstes Tor erzielte er am letzten Spieltag der Saison 1984/85 mit dem 2:0 gegen den KSV Hessen Kassel. Dieses Bundesligator (Günther Koch) besiegelte den Aufstieg des 1. FC Nürnberg, während Kassel noch von einem Aufstiegsplatz verdrängt wurde.
1988 war Thomas Brunner der dienstälteste Spieler in einer jungen Mannschaft, mit der sich der 1. FC Nürnberg für den UEFA-Pokal qualifizierte. Zwar schied der Club in der 1. Runde gegen den AS Rom um Rudi Völler aus, der 2:1-Hinspielsieg in Rom war jedoch der letzte große Höhepunkt in der Karriere von Thomas Brunner. 1994 erlebte er seinen zweiten Abstieg aus der Fußball-Bundesliga, 1996 sogar den Abstieg in die Regionalliga. Danach beendete er seine Spielerkarriere.

## Trainerlaufbahn
Als Co-Trainer des 1. FC Nürnberg arbeitete Thomas Brunner von 1996 bis zum Februar 2003. Im Dezember 1997 war er nach der Entlassung Willi Reimanns für drei Spiele vorübergehend Cheftrainer. Von 2003 bis 2004 war er Co-Trainer der Amateure des 1. FC Nürnberg. Im Herbst 2004 übernahm er das Traineramt bei der SpVgg Weiden in der viertklassigen Oberliga Bayern. In der Folge trainierte er ab dem 9. Januar 2006 den Bezirksoberligisten 1. FC Schnaittach und von Januar bis Juni 2010 den Bezirksligisten FC Holzheim.
Ab 2011 war er Trainer des Kreisligisten DJK Limes 09 und war in der Saison 2013/14 und 2014/15 als Co-Trainer bei der U15 des 1. FC Nürnberg aktiv.
Am 25. Mai 2015 wurde bekannt gegeben, dass Thomas Brunner ab der Saison 2015/16 den Bezirksligisten SV Pölling trainieren wird. Am 25. April 2019 trat Brunner von seinem Amt beim mittlerweile Kreisligisten zurück.
Knappe drei Jahre später beendete Thomas Brunner seine schöpferische Pause als Trainer und heuerte beim SV Lauterhofen an, bei dem der Ex-Profi seit Juli 2022 an der Linie steht.

## Verschiedenes
Bei einem Spiel gegen den SV Darmstadt 98 in der Saison 1984/85 flog bei einem Torschuss von Thomas Brunner nicht der Ball, sondern sein Schuh ins Tor.
Thomas Brunner ist nicht verwandt mit Hans-Jürgen Brunner, der von 1985 bis 1990 ebenfalls für den „Club“ in der Fußball-Bundesliga spielte, aber Paul Brunner, der Bündnis 90/Die Grünen seit 1996 im Bezirkstag des Regierungsbezirks Mittelfranken vertritt, ist sein Bruder.

## Erfolge
- 1981 Junioren-Europameister U-18 (U-18-Fußball-Europameisterschaft 1981)
- U21-Weltmeister: 1981
- U21-Vizeeuropameister: 1982
- Aufstieg in die Fußball-Bundesliga: 1985
- Lauterachpokal: 2023, 2024